# Sikkerhedsvidenskab
 Der er for få eller ingen kildehenvisninger i denne artikel, hvilket er et problem. Du kan hjælpe ved at angive troværdige kilder til de påstande, som fremføres i artiklen.

Sikkerhedsvidenskab og/eller sikkerhedsteknik er et specialiseret ingeniørområde som fokuserer på sikkerhedsaspekterne i design af systemer, som behøver at være i stand til at håndtere forstyrrelser robust, rækkende fra naturkatastrofer til skadelige handlinger. Sikkerhedsvidenskab ligner andre systemvidenskabsaktiviteter, forstået på den måde at dens primære motivation er at understøtte leveringen af ingeniørløsninger, som opfylder foruddefinerede funktionelle krav og brugerkrav, men med den yderligere dimension at forhindre misbrug og skadelig opførsel. Disse begrænsninger og restriktioner bliver ofte fordret som en sikkerhedspolitik.
I en eller anden form, har sikkerhedsvidenskab eksisteret som et uformelt studieområde i adskillige århundreder. Fx har områderne låsesmed og sikkerhedstryksager eksisteret i mange år.
| Kriminalitet | Spire Denne artikel om kriminalitet er en spire som bør udbygges. Du er velkommen til at hjælpe Wikipedia ved at udvide den. |